# ارمیا (پیامبر)

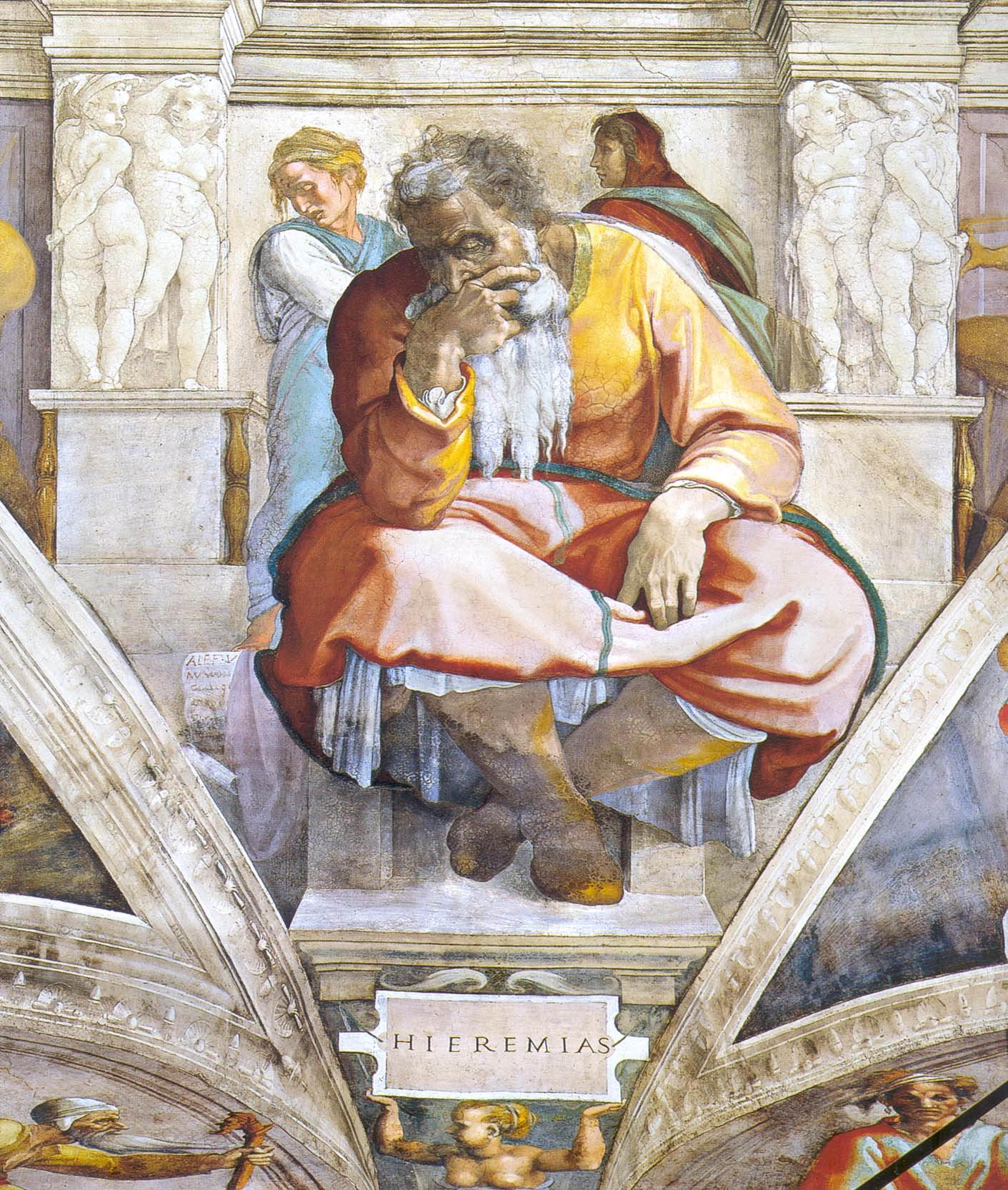
نقاشی ارمیا از میکل آنژ

اِرمیا بن حلقیّا (عبری: יִרְמְיָה‎؛ ۶۵۵ – ۵۸۶ پیش از میلاد)، یکی از انبیای اسرائیل است و تألیف کتاب‌های ارمیا، اول و دوم پادشاهان و مراثی ارمیا به او (با همکاری کاتب و شاگردش باروخ) نسبت داده می‌شود.
از دیدگاه یهودیت، ارمیا دومین پیامبر بزرگ تاریخ بشریت، و کتاب ارمیا توضیح دهندهٔ احکام شریعت دین یهود است.
مسیحیان نیز ارمیا را یکی از پیامبران می‌دانند. هنگامی که بخت نصر اورشلیم را در ۵۸۶ پیش از میلاد فتح کرد، دستور داد ارمیا را آزاد سازند و با وی به نیکی رفتار کنند.
معنای تحت‌اللفظی ارمیا «گرامی داشته شده از سوی خداوند» است.

## ارمیا در اسلام
در قرآن گفته شده که دو دورهٔ افساد بنی‌اسرائیل و دو بار انتقام الهی که در آیات ۴ تا ۷ اسراء [قرآن اسراء ۴–۷] بدان اشاره شده، دوره نخست افساد، مربوط به زندانی ساختن ارمیا و دورهٔ دوم نیز، بنابر نقلی مربوط به حبس و شکنجهٔ وی است. برخی مفسّران ذیل آیات دیگری نیز، از او یاد کرده‌اند.
در روستای جیغه واقع در استان آذربایجان شرقی قبری وجود دارد که برخی معتقدند متعلق به ارمیاست.